# Winx Club - Rockstars
Winx Club - Rockstars è un videogioco del 2010 sviluppato dalla Rainbow e pubblicato dalla Namco Bandai Games per Nintendo DS. Il gioco è ispirato al cartone animato Winx Club.

## Modalità di gioco
Nel videogioco ci si può cimentare in un'avventura tutta musicale. Con microfoni e chitarre si può seguire il ritmo. È inoltre possibile personalizzare la propria Winx e ascoltare ed eseguire i dodici brani all'interno del gioco.